# Mýrdalshreppur
Mýrdalshreppur är en kommun i regionen Suðurland på Island. Folkmängden är 562 (2017).
Den huvudsakliga bosättningen är Vík í Mýrdal. 
Mýrdalshreppur ligger nedströms glaciären Mýrdalsjökull, som ligger nedanför vulkanen Katla.